# Laysanapapane
De Laysanapapane (Himatione fraithii) is een uitgestorven zangvogelsoort uit de familie Fringillidae (vinkachtigen). De vogel was endemisch op het eiland Laysan. Het specifieke epitheton fraithii verwijst naar George Douglas Freeth senior, die in 1892 de Amerikaanse gouverneur van Laysan werd.

## Kenmerken
De laysanapapane bereikte een lichaamslengte van 13 cm. Het hoofd, de keel, de borst en de bovenbuik waren een schitterend scharlakenrood vermiljoen met een vage goudoranje tint. De rest van de bovenzijde was oranje-scharlakenrood. De onderbuik was donkergrijs met een bruinwitte tint. De onderstaartdekveren waren grijzig. Vleugels, staart, snavel, poten en voeten waren donkerbruin. De iris was zwart met een bruine omtrek. Bij de onvolwassen vogels was het overgangskleed bruin met een lichtere onderkant. Ter vergelijking: de apapane (Himatione sanguinea), die tegenwoordig nog steeds op de Hawaïaanse eilanden wordt gevonden, wordt gekenmerkt door een over het algemeen bloedrood verenkleed, zwarte vleugels en staart, wittere onderstaartdekveren en een langere snavel.

## Voortplanting
De eieren en het nest van de laysanapapane werden voor het eerst beschreven door de Duitse zoöloog Hugo Schauinsland. Hij vond een groep van drie witte eieren met bruinpaarse vlekken en chocoladebruine spikkels en vlekken, waarover hij in 1899 schreef dat de grootste lengtediameter en dwarsdiameter bij twee van de eieren respectievelijk 20,5 mm en 14,5 mm bedroegen, en bij het derde ei 19,75 mm en 14 mm.
Het leggen van eieren vond plaats vanaf half mei. Een volledig legsel bestond uit vier tot vijf eieren.

## Verspreiding en leefgebied
Deze soort was endemisch op Laysan, een eiland van Hawaï. Leefgebied en manier van leven zijn voornamelijk gedocumenteerd door de observaties van de zoöloog Walter Kenrick Fisher (1878-1953), die in 1902 op Laysan verbleef. Fisher schreef in 1903 dat de vogels overal in Laysan werden gevonden, maar meestal in het binnenland van het eiland tussen het hoge gras en laag struikgewas. Het leefgebied was in de open vlaktes in de buurt van de lagune, die de belangrijkste verzamelplaats voor de landvogels op Laysan lijkt te zijn geweest.

## Nomenclatuur en systematiek
De laysanapapane werd in 1828 tijdens de wereldreis van Friedrich Benjamin von Lütke op het eiland Laysan ontdekt door scheepsarts en natuuronderzoeker Karl Izembek (ook wel gespeld als Carl Isenbeck). Izembek omschreef de soort als een klein rood vogeltje met zwarte vleugels dat niet erg gebruikelijk was en rond de struiken vloog. De soort werd in 1892 pas wetenschappelijk beschreven door Walter Rothschild onder de naam Himatione fraithii, op basis van exemplaren die in juni 1891 bij Laysan werden verzameld door Henry C. Palmer en George Campbell Munro. Rothschild koos het epitheton fraithii als erkenning voor George Douglas Freeth senior, die Palmer en Munro vergezelde. Freeth was manager van Max Schlemmers guano-afgravingsbedrijf, amateur-natuuronderzoeker en gouverneur van Laysan. In zijn werk The Avifauna of Laysan (1893-1900) gebruikte Rothschild de spellingen fraithi, fraithii en freethi. Ook George Douglas Freeth werd hier genoemd, wat in de eerste beschrijving niet het geval was.

## Uitsterven
Vanaf de jaren 1890 werd de guano op Laysan op grote schaal gedolven. Toen de guanohandel niet langer winstgevend was, besloot kapitein Max Schlemmer, een Duitse industrieel en immigrant die bekend staat als de 'koning van Laysan', in 1904 om konijnen op Laysan vrij te laten om een konijnenvleesmarkt te ontwikkelen. Dit bedrijf wierp echter geen vruchten af. De konijnen vermenigvuldigden zich toen zo sterk dat ze bijna alle inheemse vegetatie op Laysan Island kaal aten. Nadat in 1923 de konijnenplaag was uitgeroeid, werd de rampzalige omvang pas duidelijk. Er waren nog maar een paar bomen over, maar tonnen zand. In 1911 werd de populatie van de laysanapapane geschat op ongeveer 300 individuen. Tegen de tijd dat leden van de Tanager-expeditie, waaronder Alexander Wetmore, in 1923 op het eiland waren, waren er nog maar drie exemplaren geteld. Gedurende deze tijd slaagde de ornitholoog Donald Dickey erin de enige film te maken van een zingende vogel op een kalkstenen heuvel. Kort daarna raasde een driedaagse zandstorm over Laysan, wat het uitsterven van de laysanapapane aankondigde.